# Сирия на летних Олимпийских играх 1996
Сирия принимала участие в летних Олимпийских играх 1996 года в Атланте (США) в восьмой раз за свою историю, и завоевала одну золотую медаль — первую золотую олимпийскую медаль в истории Сирии. Сборная страны состояла из 7 спортсменов (6 мужчин, 1 женщина), которые выступили в соревнованиях по лёгкой атлетике, тяжёлой атлетике, боксу, плаванию и борьбе.

## Медалисты
| Медаль | Имя       | Вид спорта      | Дисциплина         |
| ------ | --------- | --------------- | ------------------ |
| Золото | Гада Шуаа | Лёгкая атлетика | Женщины, семиборье |

## Состав и результаты олимпийской сборной Сирии

### Бокс
| Соревнование | Спортсмены                  | 1-й раунд                           | 2-й раунд                     | Четвертьфинал        | Полуфинал            | Финал                | Место |
| Соревнование | Спортсмены                  | Соперник Результат                  | Соперник Результат            | Соперник Результат   | Соперник Результат   | Соперник Результат   | Место |
| ------------ | --------------------------- | ----------------------------------- | ----------------------------- | -------------------- | -------------------- | -------------------- | ----- |
| до 51 кг     | Халед Фалах                 | Пармуансак Пхосуван (THA) поб. 11-9 | Дэниел Рейес (COL) пор. 13-15 | Завершил выступление | Завершил выступление | Завершил выступление |       |
| до 81 кг     |                             |                                     |                               |                      |                      |                      |       |
| Аднан Хаддур | Даниел Биспу (BRA) пор. 4-9 | Завершил выступление                | Завершил выступление          | Завершил выступление | Завершил выступление |                      |       |